# Viliami Taulani
Pas d'image ? Cliquez ici

a Compétitions nationales et continentales officielles uniquement.

b Matchs officiels uniquement.
Dernière mise à jour le 21 août 2023.
Viliami Taulani, né le 17 janvier 1997 aux Tonga, est un joueur de rugby à XV international tongien évoluant aux postes de troisième ligne centre ou de troisième ligne aile.

## Carrière

### En club
Viliami Taulani suit sa scolarité en Nouvelle-Zélande à la Manurewa High School (en) dans la banlieue sud d'Auckland. Il pratique au rugby à XV avec l'équipe de l'établissement, disputant le championnat lycéen local, et en est un des joueurs les plus en vue,. Il fait partie de l'équipe première de son école, qui remporte le championnat d'Auckland en 2015. Il joue aussi au rugby à sept avec son équipe.
Après avoir terminé sa scolarité, il joue avec le club des Patumahoe RFC dans le championnat de la fédération des Counties Manukau (Auckland Sud),. Parallèlement, il représente l'équipe des moins de 19 ans de la province des Counties Manukau,. Il joue également avec l'équipe des moins de 20 ans, puis l'équipe Development (espoir), de la franchise des Chiefs en 2016,.
Âgé de 19 ans, il est retenu dans l'effectif senior des Counties Manukau pour la saison 2016 de National Provincial Championship (NPC),. Il joue son premier match au niveau professionnel le 18 août 2016 contre North Harbour. Il joue cinq rencontres lors de sa première saison, toutes en tant que remplaçant.
Taulani joue peu avec les Counties Manukau lors des saisons 2017 et 2018 de NPC (respectivement deux et trois matchs joués), avant de finalement percer lors de la saison 2020. En effet, il connaît ses premières titularisations lors de cette saison, et cumule huit apparitions lors de la saison.
Après cette première saison pleine au niveau provincial, il dispute la présaison de Super Rugby avec la franchise des Chiefs, et il est aligné lors des matchs amicaux. Plus tard dans la saison, il obtient un contrat de courte durée avec ses équipes, faisant suite à plusieurs blessures dans l'effectif. Il joue son premier match le 1er mai 2021 contre les Blues lors du Super Rugby Aotearoa. Il joue un second match un mois plus tard, lors du Super Rugby Trans-Tasman, contre les Waratahs.
En août 2021, il s'engage avec le club anglais des Harlequins, champion en titre de Premiership,. Il dispute douze matchs lors de sa première saison, se trouvant principalement dans un rôle de doublure pour l'international anglais Alex Dombrandt. Il dispute également un match avec le club partenaire des Harlequins, les London Scottish, en deuxième division,. La saison suivante, il très peu utilisé par les Harlequins, avec seulement quatre matchs de Coupe d'Angleterre joués. Il passe la majeure partie de la saison 2022-2023 en prêt avec les London Scottish, disputant treize matchs. Au terme de la saison, son contrat avec les Harlequins n'est pas renouvelé, et il quitte le club.
Après ses deux saisons en Angleterre, il retourne jouer avec les Counties Manukau pour la saison 2023 de NPC.

### En équipe nationale
Viliami Taulani est sélectionné pour la première fois avec l'équipe des Tonga en juin 2021. Il obtient sa première sélection contre la Nouvelle-Zélande le 3 juillet 2021 à Auckland,. Il dispute ensuite la double confrontation face aux Samoa, puis le match contre les Îles Cook, le tout dans le cadre des qualifications pour la Coupe du monde 2023.

## Palmarès

### En club
- Finaliste du Super Rugby Aotearoa en 2021 avec les Chiefs.

## Statistiques en équipe nationale
- 4 sélections depuis 2021[2].
- 5 points (1 essai).